# Rio Chixoy
Rio Chixoy é um rio centro-americano da Guatemala.